# PorSuiGieco
PorSuiGieco y su Banda de Avestruces Domadas, también conocidos como PorSuiGieco o Porsuigieco, fue un supergrupo de folk rock argentino formado por importantes figuras del rock acústico argentino reunidos para salir de gira. Sin un proyecto formal más que «compartir buenos momentos, divertirnos tocando y cantando» fue formada en 1974 por Raúl Porchetto, León Gieco, Nito Mestre, Charly García y María Rosa Yorio. El grupo hizo solo tres conciertos -uno en una pequeña sala de Buenos Aires, los otros en el interior de la provincia de Buenos Aires- y grabó un disco en los meses finales de Sui Generis, cuando ya corría 1975. Después, cada uno siguió su camino.

## Historia

### Inicios
En junio de 1974 PorSuiGieco inició su actividad como grupo con una gira provincia de Buenos Aires, presentándose en Bahía Blanca, Tandil y Mar del Plata.
En 1975, el Auditorio Kraft era una pequeña sala ubicada en un subsuelo al 700 de la calle Florida. En los años 80 se llamó Auditorio Buenos Aires. Allí tocó por primera vez PorSuiGieco en 1974. Por entonces, Charly García y Nito Mestre habían dejado atrás la etapa del candor de Sui Generis, mientras se volvían cada vez más populares; venían de hacer Confesiones de invierno y empezaban a cocinar el que sería el polémico tercer y último álbum en estudios del grupo, Pequeñas anécdotas sobre las instituciones. León Gieco había grabado su segundo disco, Banda de caballos cansados, y defendía las canciones de ese trabajo -entre otras, "Si ves a mi padre"- con un grupo en el que revistaban Oscar Moro y Alfredo Toth -ex Los Gatos- y que se llamaba no casualmente igual que el disco. Y el mercedino Raúl Porchetto acababa de editar su primer álbum, Cristo Rock, luego de haber hecho algunos simples que lo habían catapultado como nueva figura. Todos eran parte de una especie de "vanguardia acústica", en oposición -estética y solo aparente en lo conceptual- con la propuesta "eléctrica y pesada" que por entonces impulsaban grupos como Billy Bond y La Pesada del Rock and Roll y Pappo's Blues.

El asunto empezó con una reunión que tuvimos Charly, Nito, Raúl y yo para estudiar la posibilidad de armar nuestra propia editorial. Y eso provocó que apareciera, de a poco, la idea de hacer algo juntos. Así es como surgió PorSuiGieco y su Banda de avestruces domadas. El nombre era una alusión a la Banda de los caballos cansados que yo tenía por entonces. Ese nombre fue una creación absoluta de Charly. Una más.
León Gieco

La banda fue un proyecto al estilo Crosby, Stills & Nash (and Young), la fusión de los principales músicos de folk estadounidenses. En este caso los principales músicos de folk argentino de la época se juntaron para una serie de conciertos en 1974 y decidieron llamarse PorSuiGieco y su Banda de Avestruces Domadas como una fusión de los nombres de los integrantes de la banda: "Por" (Raúl Porchetto), "Sui" (Sui Generis), "Gieco" (León Gieco). "Banda de Avestruces Domadas" se origina como homenaje a la banda que acompañaba a León Gieco, llamada "La banda de los caballos cansados". Este supergrupo realizó una gira en conjunto en la cual el objetivo principal fue compartir buenos momentos y divertirse.

### El debut
La organización del primer concierto de PorSuiGieco, celebrado en el Auditorio Kraft, corrió por cuenta de los mismos músicos. Mandaron a imprimir unos afiches muy chiquitos y salieron a pegarlos por Corrientes
PorSuiGieco llegó a grabar apenas un disco, hizo una gira -en realidad, apenas dos actuaciones en el interior bonaerense-, y luego se disolvió en la más absoluta naturalidad. Volvió informalmente, pero nunca hubo un pomposo retorno. Aquel primer concierto en el Kraft salió bien. No convocó una multitud, está claro, porque la capacidad de la sala era para unas 200 personas. Pero se llenó.

### La "gira" del 75
En 1975, es decir en el año siguiente del debut de PorSuiGieco en el Kraft, Sui Generis estaba envuelto en un callejón que parecía sin salida: su álbum Instituciones había sufrido serios recortes por la censura y hasta mudado su nombre por uno más suavizado: Pequeñas anécdotas sobre las instituciones. La obra de Gieco también comenzaba a sufrir tijeretazos. En realidad, los problemas que sufrían los artistas de rock con sus ideas eran apenas una parte de una realidad compleja y especialmente difícil. Es que la situación política de ese momento era delicada: había muerto Juan Domingo Perón, la presidencia estaba en manos de su viuda Isabelita Perón y José López Rega manejaba los hilos del gobierno desde las tinieblas. La Triple A (Alianza Anticomunista Argentina), inducida por López Rega, había comenzado a amenazar a músicos, actores, periodistas y escritores, y lo peor aún no había llegado. En ese contexto, PorSuiGieco se reagrupó para hacer su anunciada gira. En una época en la que estas movidas eran una rareza, ellos se animaron. El quinteto acústico -García, Mestre, Gieco, Porchetto y María Rosa Yorio, la mujer de Charly- salió a la ruta en un colectivo, con algunos técnicos y los equipos, e hizo dos paradas: Tandil  y Mar del Plata. Esos fueron los únicos dos  conciertos.

### El disco
Después del viaje por el interior bonaerense, PorSuiGieco se abocó a la grabación de su único disco. La producción del disco fue de Jorge Álvarez, el legendario creador del sello Mandioca que por entonces conducía la etiqueta Talent en la que publicaba sus discos Sui Generis. Una mirada atenta a las fichas técnicas de grabación del álbum PorSuiGieco demuestra que la apreciación de Gieco es correcta: en el álbum, el grupo ya no es un cuarteto o un quinteto acústico, sino una superbanda de rock, con muchos músicos conocidos haciendo aportes.
El folk acústico de la propuesta original derivó en un estilo más eléctrico y elaborado, aunque sin perder la frescura que caracterizó a la agrupación. Recién en 1976 y tras infinitas postergaciones y problemas, grabaron un disco con el nombre del grupo, el cual contó con la participación instrumental de Oscar Moro, José Luis Fernández, Gustavo Bazterrica, Pino Marrone, Gonzalo Farrugia y Alfredo Toth, entre otros. El disco fue editado con Sui Generis ya disuelto. La grabación del disco contaría con la participación de los futuros músicos de la banda que Charly tenía en la cabeza: La Máquina de Hacer Pájaros. 
El álbum Porsuigieco se grabó entre el 28 de mayo y el 18 de junio de 1975 en los estudios Sicamericana y Phonalex. Fue editado a fines de julio de ese año con 11 temas:"Quiero ver, quiero ser, quiero entrar" y "Antes de gira" de Charly García; "La mamá de Jimmy", "Viejo solo y borracho", "La colina de la vida" y "Todos los caballos blancos" de Gieco; "Fusia" de Mestre (fue su debut como autor); "Las puertas del acuario" y "Mujer del bosque" de Porchetto; "Tu alma te mira hoy" de García y Mario Piégari (exintegrante de la primera formación de Sui Generis); y un undécimo, "Burbujas musicales", que no era más que 28 segundos de efectos sonoros firmados por los cuatro PorSuiGieco. En realidad, hubo un duodécimo tema que no se anunció para burlar la censura: "El fantasma de Canterville".

### Tema fantasma y el final
Este disco quedaría en la historia por la calidad de los temas, “La mamá de Jimmy” y “La colina de la vida” de León Gieco o “Quiero ver, quiero ser, quiero entrar” de Charly García cantado por María Rosa Yorio. Pero sin dudas el tema más aplaudido del álbum es “El fantasma de Canterville”, una composición de Charly cantada por León Gieco que fue censurada y editada en algunas placas en forma oculta. 
Esta canción tiene una letra muy a tono con la frustración de la generación joven de la época: el personaje de la canción (un ciudadano respetable que fue "un hombre bueno" que siempre pagó sus deudas y cumplió con las expectativas sociales, pero que siempre fue "un tonto que creyó en la legalidad") es otro ejemplar típico de las letras de la generación que protagonizó la rebelión contra-cutural de los hippies o el mayo francés del 68 (que propuso "la imaginación al poder") contra dichas expectativas tradicionales, personaje asimilable al "hombrecito de sombrero gris" de Sui Generis o al "Nowhere Man" de los Beatles (con su misma connotación de invisibilidad, como la de un fantasma, por la intrascendencia de su existencia anodina y rutinaria). Por otra parte, comienzan a aparecer alusiones a matanzas y a una ciudad que se empezaba a adormecer frente a los crímenes de la violencia política como la Triple A.  
Algunos pocos ejemplares de la primera edición del álbum PorSuiGieco incluyó, en lugar del "Antes de gira" que se anunciaba en la contratapa del LP, una versión de "El fantasma de Canterville" con su letra original, que la censura había prohibido. Cuando León Gieco quiso grabar el tema para su álbum solista de 1976 (que se llamó precisamente El fantasma de Canterville) tuvo que hacer modificaciones y cantar, por ejemplo: "Me han ofendido mucho y nadie dio una explicación; ay, si pudiera odiarlos (en vez de "matarlos") lo haría sin ningún temor"; luego "siempre fui un tonto que creyó en la humanidad ("legalidad")"; y más tarde: "He muerto muchas veces rodando ("acribillado") en la ciudad". Esta situación (una jugada de los músicos y del productor Jorge Álvarez para burlar la censura) hizo, entonces, que algunos de los primeros compradores del LP PorSuiGieco se encontraran con una especial sorpresa. Esa canción no aparece en el CD.
En agosto de 2025 se anunció que el álbum que grabaron Charly García, León Gieco, Nito Metre, María Rosa Yorio y Raúl Porchetto en 1975 volverá a publicarse en formato físico y plataformas, por impulso del Instituto Nacional de la Música.
Poco después la banda se disolvió a causa de que Charly García decidió concentrarse en su proyecto La Máquina de Hacer Pájaros.

## Músicos
- Charly García - voz, coros, piano, teclados, guitarra y bajo (1974-1977)
- Nito Mestre - voz, coros, guitarra y flauta (1974-1977)
- León Gieco - voz, coros, guitarra y armónica (1974-1977)
- Raúl Porchetto - voz, coros y guitarra (1974-1977)
- María Rosa Yorio - voz y coros (1974-1977)

## Discografía
| Año  | PorSuiGieco |
| ---- | ----------- |
| 1976 | Porsuigieco |

## En la cultura popular
- Diego Capusotto creó un personaje en Peter Capusotto y sus videos donde él representa a un hombre anclado en la música pasada, llamado "El Porsuigieco".